# 756 Lilliana
A 756 Lilliana (ideiglenes jelöléssel 1908 DC) a Naprendszer kisbolygóövében található aszteroida. Joel Hastings Metcalf fedezte fel 1908. április 26-án.